# Giornata internazionale dei desaparecidos
La giornata internazionale delle vittime delle sparizioni forzate è una giornata internazionale che si celebra annualmente il 30 agosto per attirare l'attenzione sul destino delle persone imprigionate in luoghi sconosciuti ai loro famigliari e/o legali per motivi politici o sociali.
L'impulso per l'introduzione della giornata è venuto dalla Federazione latinoamericana delle associazioni dei parenti dei detenuti-desaparecidos (Federación Latinoamericana de Asociacios de Familiares de Detenidos-Desaparecidos, o FEDEFAM) ed è stata istituita ufficialmente il 21 dicembre 2010 dalla Assemblea generale delle Nazioni Unite con la risoluzione 65/209.
L'obiettivo della giornata è quello di sensibilizzare l'opinione pubblica sul tema dei desaparecidos. Il problema, che oramai si verifica in più regioni del pianeta, è diventato quindi d'interesse mondiale. I principali motivi di preoccupazione sono:
- l'attacco diretto a chi difende diritti umani. Parenti, amici, avvocati, e tutte le persone che si occupano di fare luce sulla scomparsa delle vittime in circostanze non chiare
- l'utilizzo dei paesi impegnati nella lotta contro il terrorismo, come scusante per non adempiere agli obblighi sociopolitici che ogni governo ha verso il suo proprio popolo
- l'impunibilità ancora fortemente presente di chi pratica questo metodo repressivo.

È da prestare molta attenzione anche al fenomeno correlato della scomparsa dei bambini e delle persone disabili.